# Isocyanid
En isocyanid (også kaldet isonitril eller carbylamin) er en organisk forbindelse med den funktionelle gruppe -N≡C. Det er en isomer af cyanid (-C≡N), deraf præfikset iso. Det organiske del er forbindet til isocyanidgruppen via nitrogenatomet, og ikke via carbonatomet. Isocyanider bruges som byggesten i syntesen af andre forbindelser.